# Кендже, Джемиль
Джеми́ль Велиля́ оглу́ Кендже́ (1896, Андреевская волость, Таврическая губерния — 1945, Пскент, Ташкентская область; крымскотат. Cemil Velilâ oğlu Kence, Джемиль Велиля огълу Кендже) — советский крымскотатарский поэт, фольклорист и лингвист.

## Биография
Учился в начальной школе села Аблеше, после чего продолжил обучение в деревни Копырликой. Начал писать стихи ещё в школьные годы. Прошёл обучение в медресе в Тав-Даире, после чего поступил в Крымский татарский педагогический техникум. В 1934 году окончил Крымский педагогический институт в Симферополе.
Занимался педагогической деятельностью. Принимал участие в научных конференциях по крымскотатарскому языку в Москве (1927, 1929, 1934).
Готовил издание фольклорных книг для детей. Публиковался в журнале «Яш ленинджилер» («Юные ленинцы») в 1930-х годах. Автор сборника «Бала шиирлери» («Детские стихи», 1927; 1995). После его смерти в журнале «Йылдыз» («Звезда») были опубликованы подборки стихов «Турналар кочелер…» («Журавли улетают …»; 1981) и «Чочами торгъай» («Воробей»; 1993). В 1925 году в журнале «Окъув ишлери» («Вопросы обучения») были опубликованы его стихотворения, написанные арабской графикой. Автор стихотворений о плотницких и сельскохозяйственных инструментах.
Вместе с семьёй в 1944 году был депортирован из Крыма в Узбекистан, где и скончался спустя год.
В 2020 году был переиздан сборник «Бала шиирлери» с иллюстрациями художника Османа Ислямова.